# NGC 5566
NGC 5566 est une galaxie spirale barrée située dans la constellation de la Vierge. Sa vitesse par rapport au fond diffus cosmologique est de 1 754 ± 18 km/s, ce qui correspond à une distance de Hubble de 25,9 ± 1,8 Mpc (∼84,5 millions d'al). NGC 5566 a été découverte par l'astronome germano-britannique William Herschel en 1786.

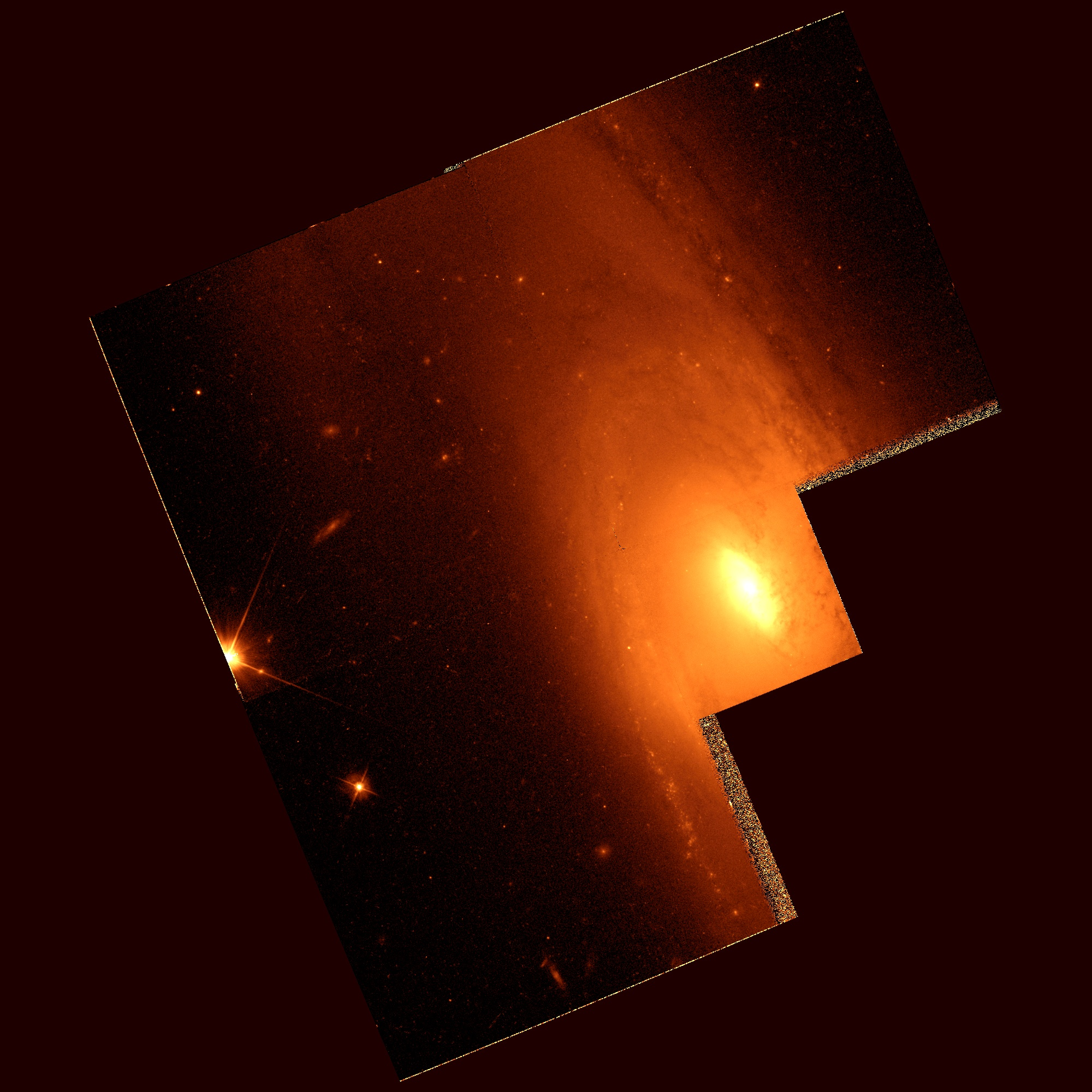
Une partie de la galaxie NGC 5566 par le télescope spatial Hubble.

La classe de luminosité de NGC 5566 est I-II et elle présente une large raie HI. De plus, c'est une galaxie LINER, c'est-à-dire une galaxie dont le noyau présente un spectre d'émission caractérisé par de larges raies d'atomes faiblement ionisés.
À ce jour, une douzaine de mesures non basées sur le décalage vers le rouge (redshift) donnent une distance de 20,092 ± 5,189 Mpc (∼65,5 millions d'al), ce qui est à l'intérieur des valeurs de la distance de Hubble. Puisque cette galaxie est relativement rapprochée du Groupe local, cette distance est peut-être plus près de sa distance réelle que la distance de Hubble. Notons cependant que c'est avec la valeur moyenne des mesures indépendantes, lorsqu'elles existent, que la base de données NASA/IPAC calcule le diamètre d'une galaxie et qu'en conséquence le diamètre de NGC 5566 pourrait être d'environ 52,7 kpc (∼172 000 al) si on utilisait la distance de Hubble pour le calculer.

## Arp 286

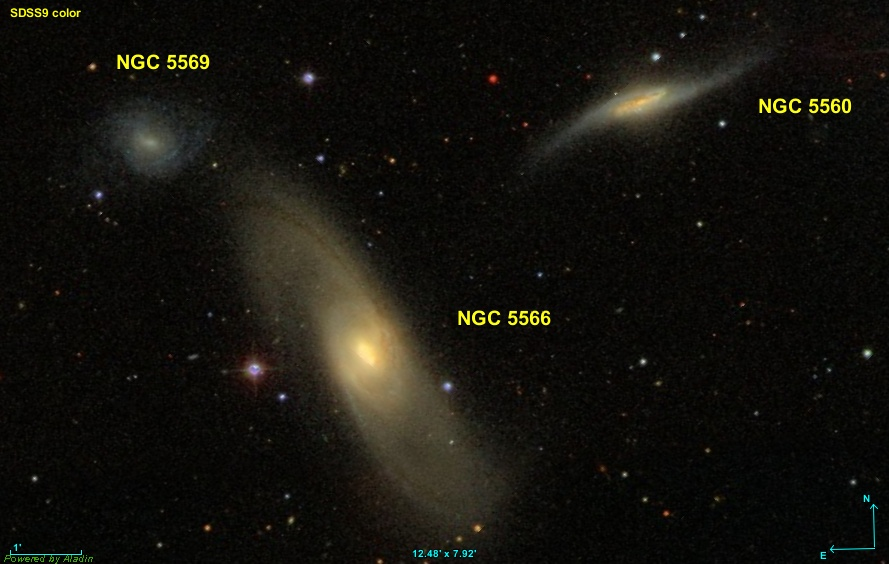
Les trois galaxies d'Arp 286.
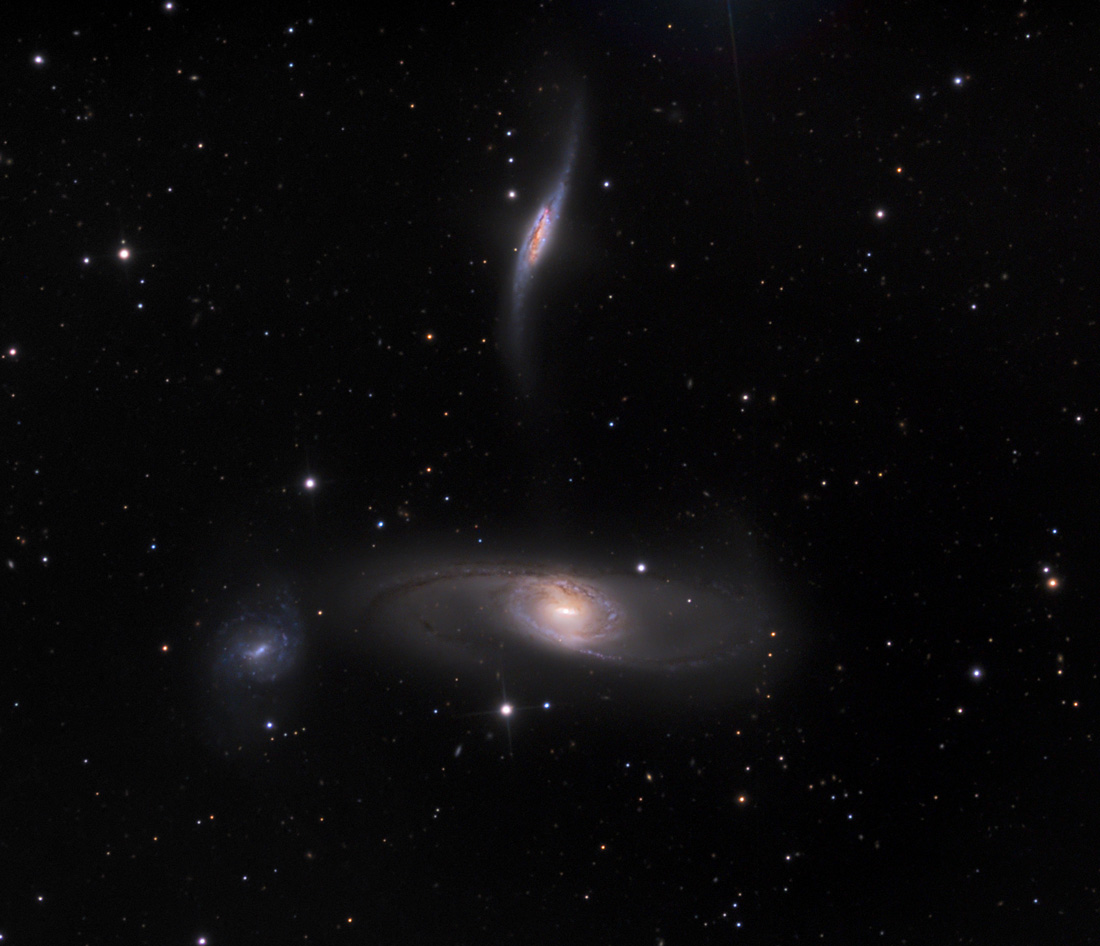
Les trois galaxies d'Arp 286 par Adam Block (Observatoire du mont Lemmon/Université de l'Arizona).
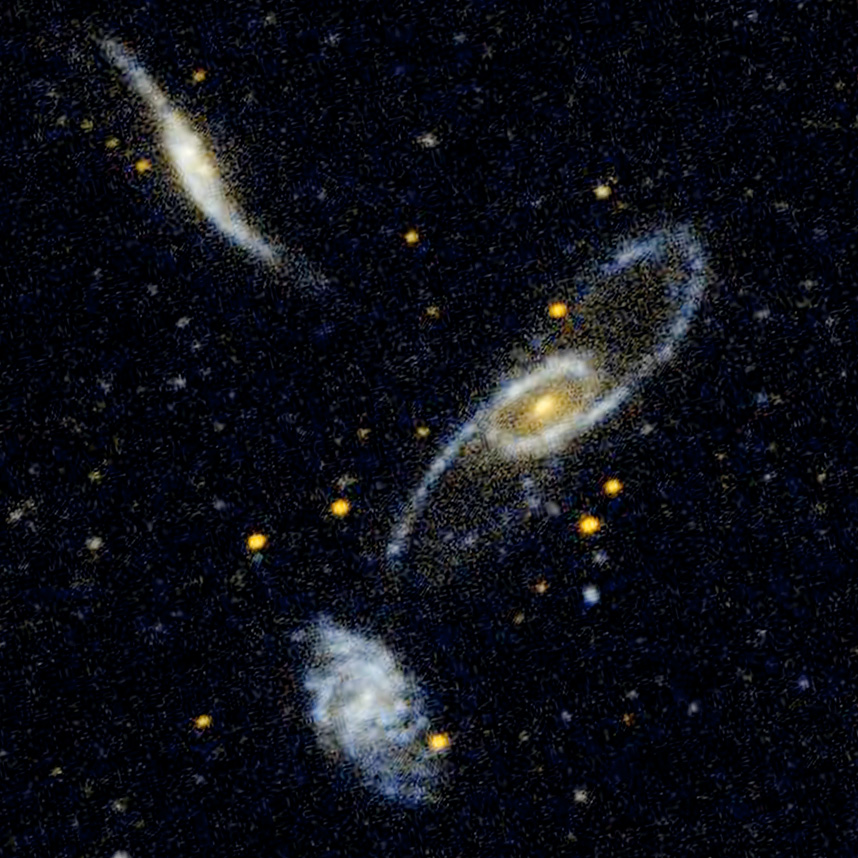
Les trois galaxies d'Arp 286 dans le domaine de l'ultraviolet par GALEX.

Trois galaxies du groupe de NGC 5566, soit NGC 5560, NGC 5566 et NGC 5569 figurent dans l'atlas des galaxies particulières de Halton Arp sous la cote Arp 286. Arp a divisé son catalogue avec des critères purement morphologique. Ces trois galaxies appartiennent à la classe de chute et attraction, chacune présentant des caractéristiques suggérant une interaction gravitationnelle entre les galaxies.

## Groupe de NGC 5566
NGC 5566 est la galaxie la plus brillante d'un groupe de galaxies qui porte son nom. Selon A. M. Garcia, le groupe de NGC 5566 compte six membres. Les cinq autres galaxies de la liste de Garcia sont NGC 5560, NGC 5569, NGC 5574, NGC 5576 et NGC 5577.
Sur le site « Un Atlas de l'Univers », Richard Powell mentionne aussi le groupe de NGC 5566, avec les mêmes six galaxies que celles de la liste de Garcia à laquelle il ajoute la galaxie UGC 9215. Ce groupe est également mentionné par Abraham Mahtessian, mais la galaxie NGC 5569 n'en fait étonnamment pas partie. Cependant, la galaxie UGC 9215 s'y trouve avec la désignation 1420+0157, une abréviation non conventionnelle et malheureuse pour CGCG 1420.90157.